# Stefan Bradl
Stefan Bradl (Augsburgo, 29 de novembro de 1989) é um motociclista alemão, que competiu em MotoGP.

## Carreira
Stefan Bradl começou a pilotar em 2005, na categoria 125cc. 

## Estatisticas

### Por Temporada
| Temporada | Classe | Moto           | Time                        | Corridas | Vitórias | Podiums | Pole | Volta Rápida | Pts  | Posição |
| --------- | ------ | -------------- | --------------------------- | -------- | -------- | ------- | ---- | ------------ | ---- | ------- |
| 2005      | 125cc  | KTM            | Red Bull ADAC KTM Juniors   | 3        | 0        | 0       | 0    | 0            | 1    | 35º     |
| 2006      | 125cc  | KTM            | Red Bull KTM Junior Team    | 9        | 0        | 0       | 0    | 0            | 4    | 26º     |
| 2007      | 125cc  | Aprilia        | Blusens Aprilia             | 9        | 0        | 0       | 0    | 0            | 39   | 18º     |
| 2008      | 125cc  | Aprilia        | Grizzly Gas Kiefer Racing   | 17       | 2        | 6       | 0    | 2            | 187  | 4º      |
| 2009      | 125cc  | Aprilia        | Viessmann Kiefer Racing     | 16       | 0        | 0       | 0    | 0            | 85   | 10º     |
| 2010      | Moto2  | Suter-Honda    | Viessmann Kiefer Racing     | 16       | 1        | 1       | 0    | 0            | 97   | 9º      |
| 2011      | Moto2  | Kalex-Honda    | Viessmann Kiefer Racing     | 17       | 4        | 11      | 7    | 3            | 274  | 1º      |
| 2012      | MotoGP | Honda          | LCR Honda MotoGP            | 18       | 0        | 0       | 0    | 0            | 135  | 8th     |
| 2013      | MotoGP | Honda          | LCR Honda MotoGP            | 16       | 0        | 1       | 1    | 0            | 156  | 7º      |
| 2014      | MotoGP | Honda          | LCR Honda MotoGP            | 18       | 0        | 0       | 0    | 0            | 117  | 9º      |
| 2015      | MotoGP | Yamaha Forward | Athinà Forward Racing       | 17       | 0        | 0       | 0    | 0            | 17   | 18º     |
| 2015      | MotoGP | Aprilia        | Aprilia Racing Team Gresini | 17       | 0        | 0       | 0    | 0            | 17   | 18º     |
| 2016      | MotoGP | Aprilia        | Aprilia Racing Team Gresini | 8        | 0        | 0       | 0    | 0            | 37*  | 12º*    |
| Total     |        |                |                             | 164      | 7        | 19      | 8    | 5            | 1149 |         |

* Temporada em progresso.